# Frontière entre le Soudan et le Soudan du Sud
La frontière entre le Soudan et le Soudan du Sud a été créée à l'issue de l'Accord de paix Nord-Sud signé le 9 janvier 2005 à Naivasha au Kenya. Celui-ci octroyait aux dix états sud-soudanais une autonomie politique au sein de la république du Soudan. Cette autonomie déboucha sur l'indépendance totale du Soudan du Sud le 9 juillet 2011, sa limite avec le Soudan devenant alors sa frontière internationale nord. 

## Tracé
Uniquement terrestre, elle correspond aux limites administratives des états sud-soudanais de Bahr el Ghazal occidental, Bahr el Ghazal du Nord, Warab, Unité et Nil Supérieur, avec les états du Nord-Soudan non concernés par l'autonomie et restés sous l'autorité de régime de Khartoum au moment de l'indépendance.

## Litiges frontaliers

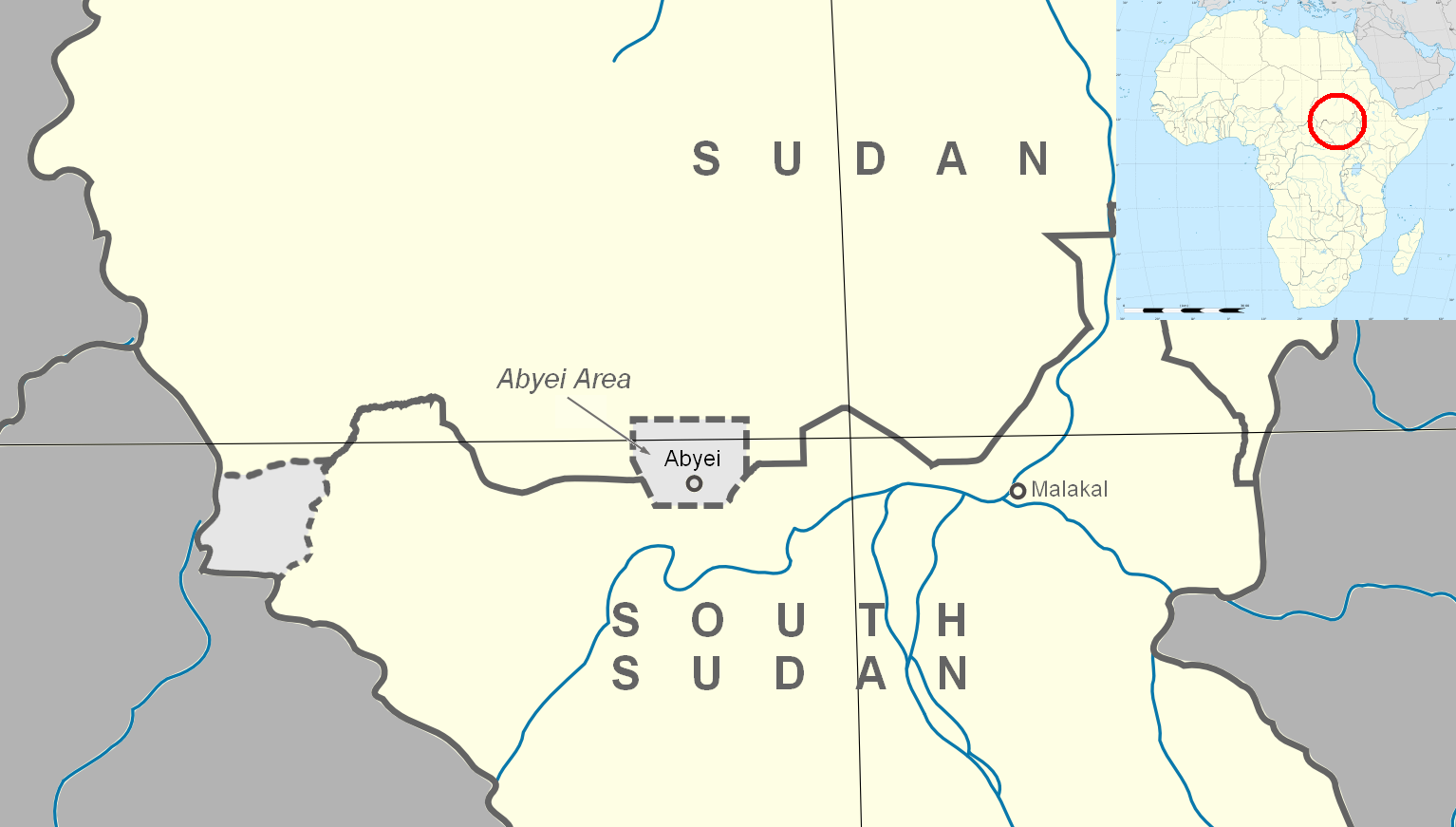
Carte de la frontière entre le Soudan et le Soudan du Sud, montrant la région d'Abiyé.

Ce tracé est sujet à litige, puisque l'appartenance des États fédérés soudanais situés au voisinage du Soudan du Sud, comme le Nil-Bleu, le Kordofan du Sud et la région d'Abiyé n'ont pas encore été tranchés : pour l'instant, ils demeurent sous la souveraineté de la République du Soudan.
Le 8 décembre 2011, les forces armées soudanaises et sud-soudanaises s'affrontent militairement pour le contrôle du village de Jau dans le Kordofan du Sud, dont chacun des pays revendique la légitime possession.